# Thalia dealbata
Thalia dealbata là một loài thực vật có hoa trong họ Marantaceae. Loài này được Fraser miêu tả khoa học đầu tiên năm 1794.

## Hình ảnh

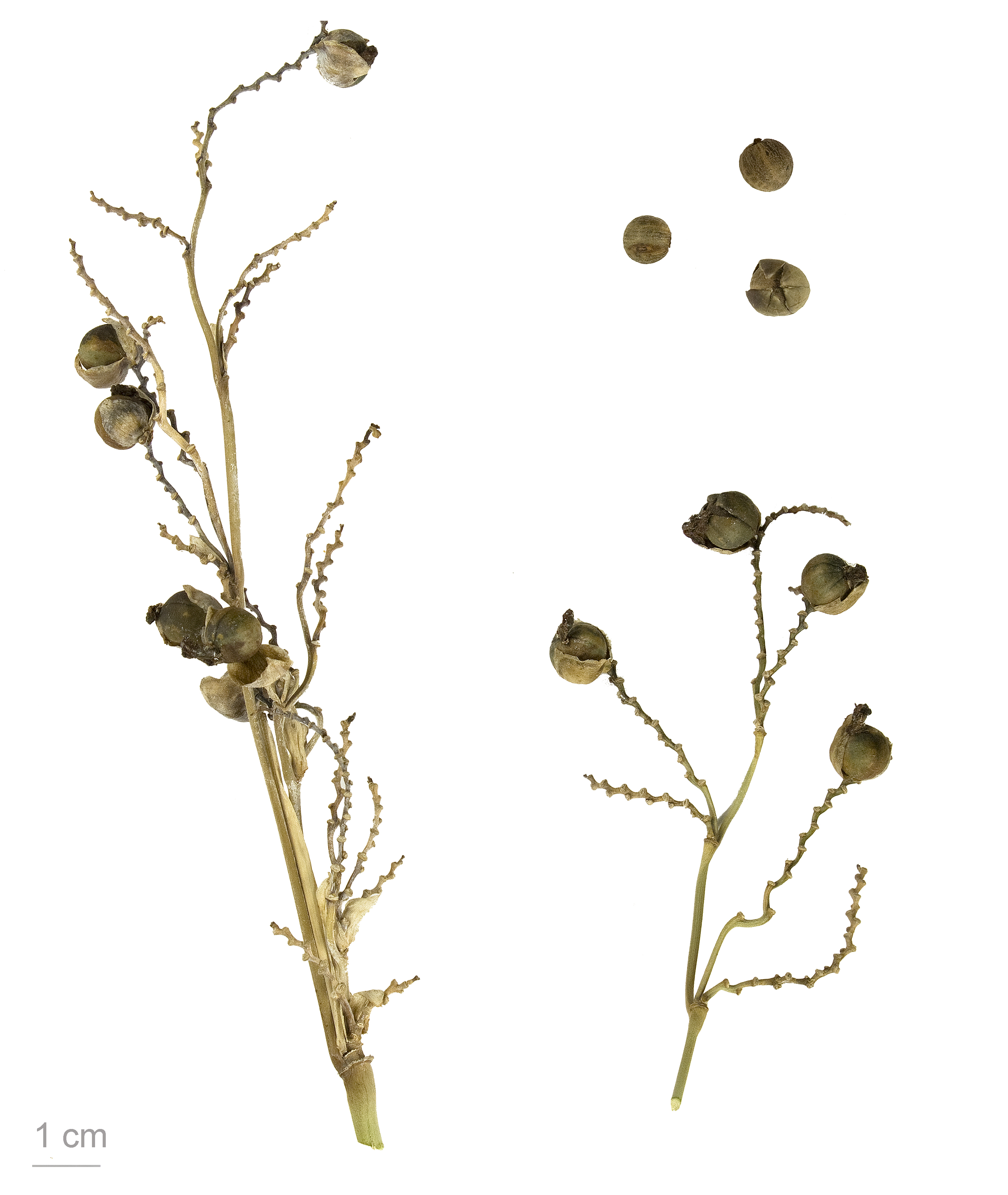
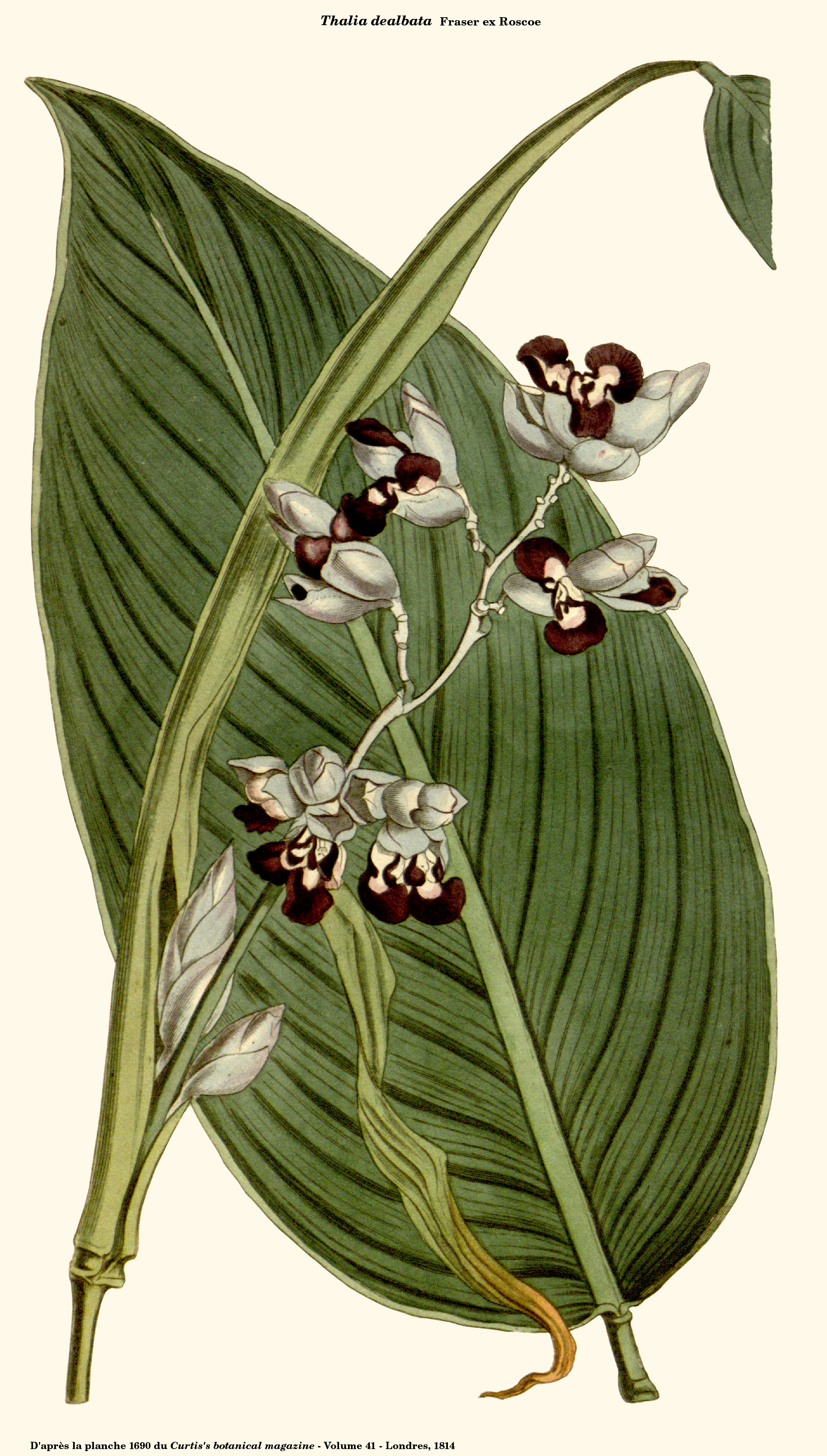
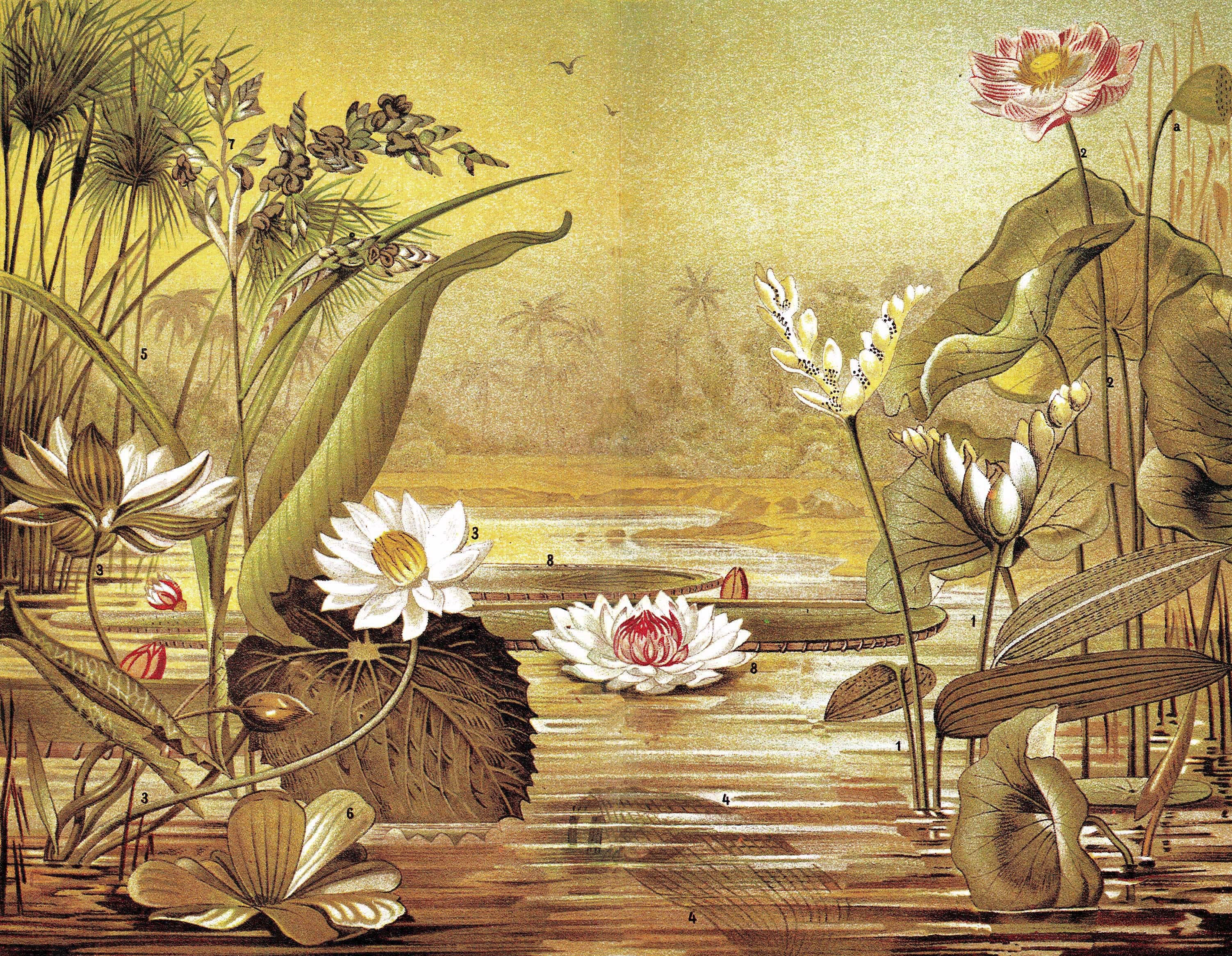
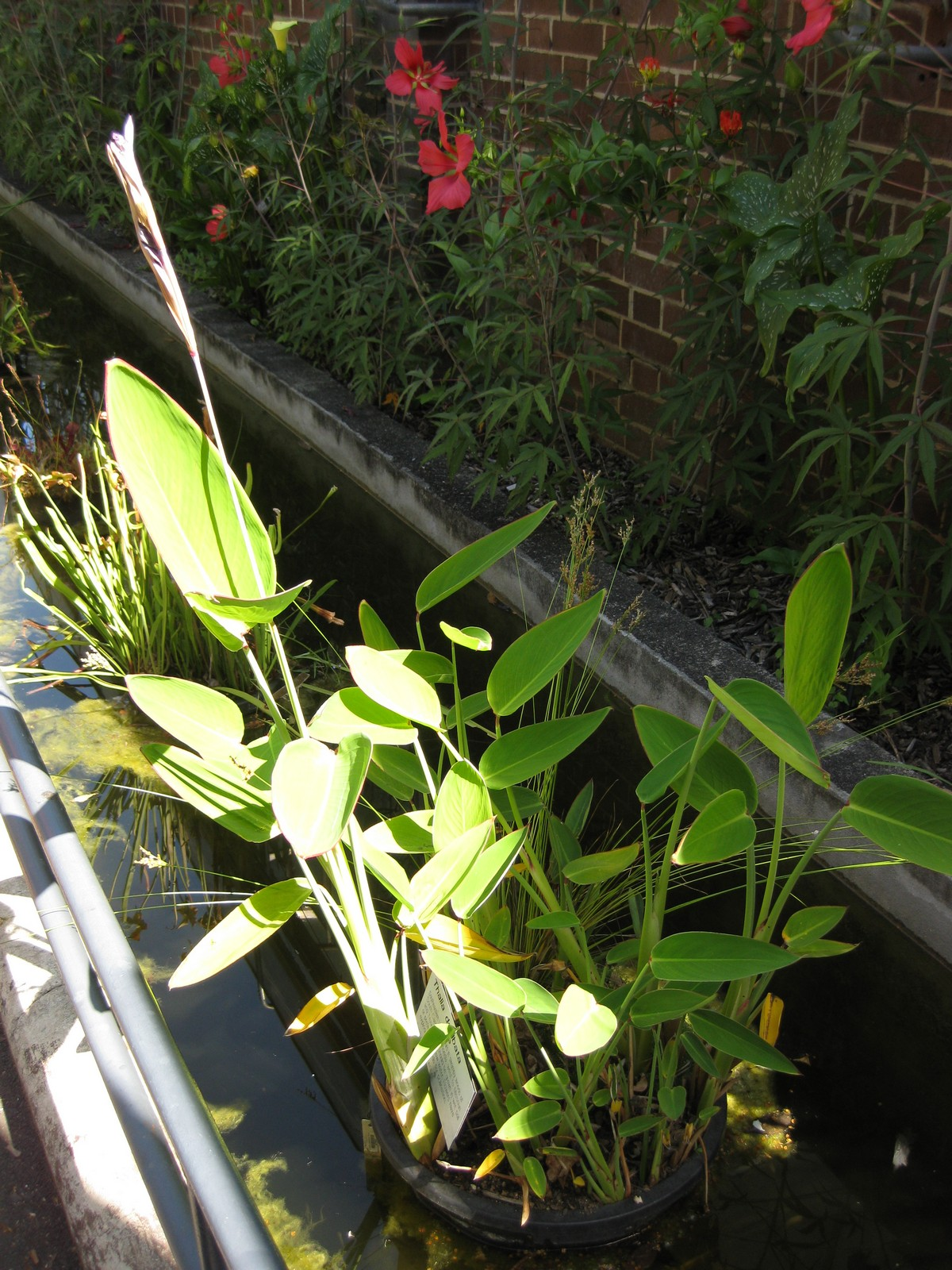
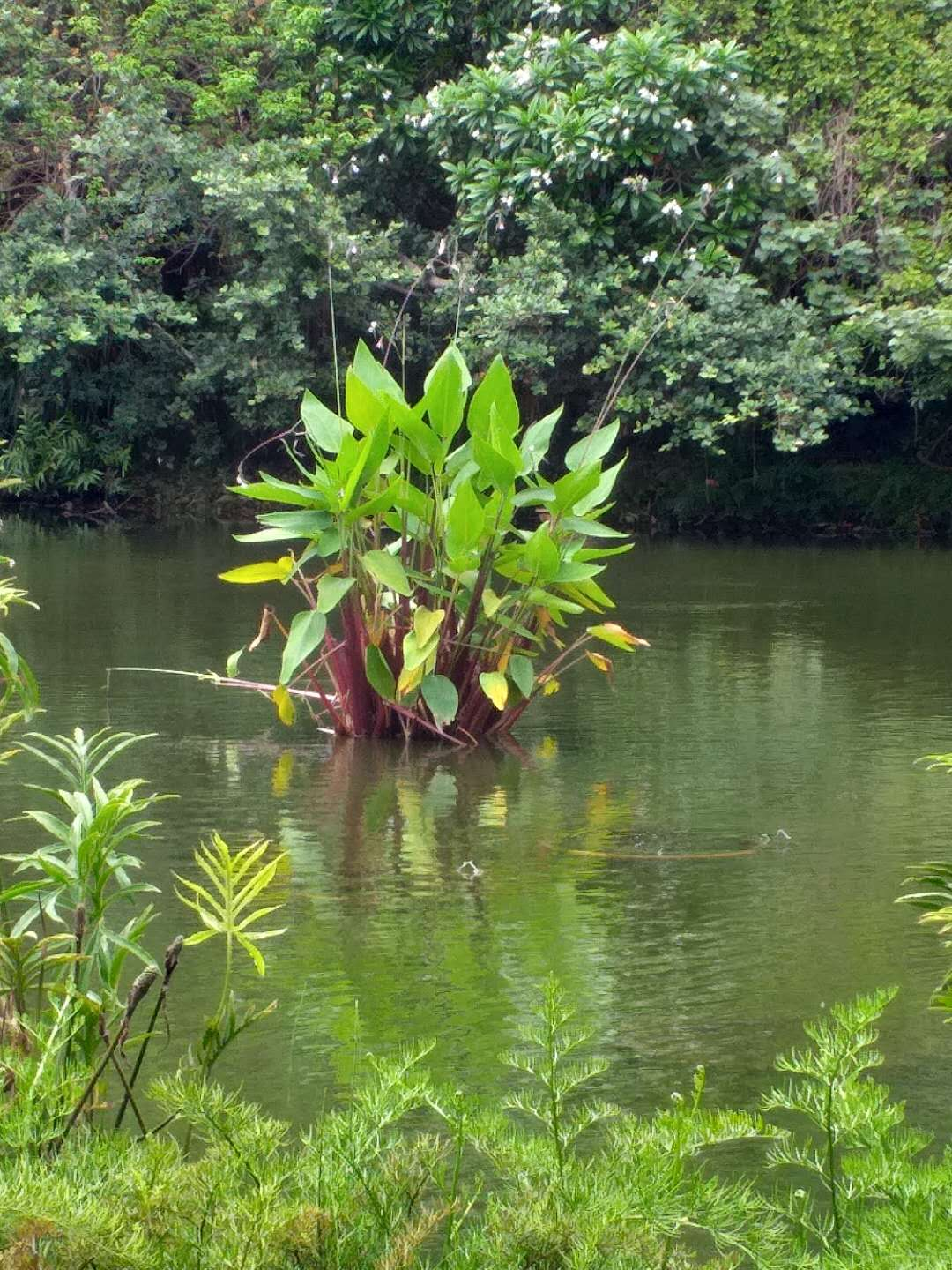